# براندي نوروود
براندي رايانا نوروود (بالإنجليزية: Brandy Rayana Norwood) (من مواليد 11 فبراير 1979), المعروفة مهنياً ببراندي، هي فنانة أمريكية وممثلة.

## مجموعة أسطوانات براندي
- براندي (1994)
- لا تقول لا أبداً (1998)
- قمر كامل (2002)
- مثير للشهوة الجنسية (2004)
- أجمل ما غنته براندي (2005)
- إنسان (2008)
- اثنين أحد عشر (2012)

## روابط خارجية
- براندي نوروود على موقع IMDb (الإنجليزية)
- براندي نوروود على موقع روتن توميتوز (الإنجليزية)
- براندي نوروود على موقع ألو سيني (الفرنسية)
- براندي نوروود على موقع ميوزك برينز (الإنجليزية)
- براندي نوروود على موقع أول موفي (الإنجليزية)
- براندي نوروود على موقع قاعدة بيانات برودواي على الإنترنت (الإنجليزية)
- براندي نوروود على موقع قاعدة بيانات الأفلام السويدية (السويدية)
- براندي نوروود على موقع إن إن دي بي (الإنجليزية)
- براندي نوروود على موقع أول ميوزيك (الإنجليزية)
- براندي نوروود على موقع ديسكوغز (الإنجليزية)